# Dactylolabis sparsimacula
Dactylolabis sparsimacula là một loài ruồi trong họ Limoniidae. Chúng phân bố ở miền Tân bắc.